# Banana, Republica Democrată Congo
Banana   este un oraș  în  partea de vest a Republicii Democrate Congo, în  provincia  Kongo Central. Port la Oceanul Atlantic, la gura de vărsare a fluviului Congo.